# Kenney Dam
Kenney Dam är en dammbyggnad i Kanada.   Den ligger i provinsen British Columbia, i den centrala delen av landet, 3 600 km väster om huvudstaden Ottawa. Kenney Dam ligger 850 meter över havet.
Terrängen runt Kenney Dam är huvudsakligen platt, men norrut är den kuperad. Trakten runt Kenney Dam är nära nog obefolkad, med mindre än två invånare per kvadratkilometer.. Det finns inga samhällen i närheten. 
I omgivningarna runt Kenney Dam växer i huvudsak barrskog.